# Bitwa pod Big Mound
Bitwa pod Big Mound – starcie zbrojne, które miało miejsce 24 lipca 1863 w trakcie wojny z Dakotami.

## Przebieg
Generał Sibley poprowadził swe siły z Fort Ridgely w Minnesocie, do Północnej Dakoty, w celu pogoni niedobitkami Santee Dakotów, którzy w sierpniu 1862 wywołali powstanie w Minnesocie. Santee połączyli swe siły z ich pobratymcami – Teton Dakotami. 24 lipca około godziny pierwszej po południu zwiadowcy Sibleya donieśli mu o wielkim obozie Indian, rozbitym o kilka mil od jego sił. Sibley rozbił obóz na pobliskim solnym jeziorze i wysłał ludzi do budowania wokół obozu umocnień. Podczas stawiania obozu zjawili się liczni Indianie dając oznaki przyjaźni. Niektórzy z nich zbliżyli się na 300–400 jardów od obozu i rozpoczęli rozmowę ze zwiadowcami Sibleya. Chirurg Josiah S. Weiser z 1 pułku konnych rangersów Minnesoty dołączył do zgromadzenia, lecz wkrótce po tym Dakotowie zastrzelili go.
Zwiadowcy chcieli zabić napastników, lecz oni uciekli. Indianie, którzy byli ukryci za pobliskim grzbietem teraz powstali zaatakowali obóz. W odpowiedzi żołnierze ruszyli naprzeciw wrogowi. Sibley, z częścią ludzi zbliżył się do wzgórza Big Mound położonego naprzeciwko wąwozu. Miał on zamiar usunąć Indian z górnej części owego wielkiego wąwozu, skąd bezkarnie ostrzeliwali jego piechotę i kawalerię. Siły Sibleya usunęły ich stamtąd, jak i z innych dobrze rozmieszczonych pozycji przy pomocy silnego ognia artylerii i zmusiły do ucieczki na prerię. Konni i piechota ruszyli w pościg, który był kontynuowany do zapadnięcia zmroku.